# Baie de Kimbe
La baie de Kimbe, également connue comme le « triangle de Corail » (en anglais : Coral Triangle) est une large baie de la province de Nouvelle-Bretagne occidentale, sur la côte nord de la Nouvelle-Bretagne au large de la ville de Kimbe. C'est un site majeur de la biodiversité qui comprend 60 % des espèces de corail présentes dans la zone Indo-Pacifique. Il est donc probable que les coraux soient originaires de cette région et que le premier récif corallien ait été formé dans cette baie.